# Велопарк Баку

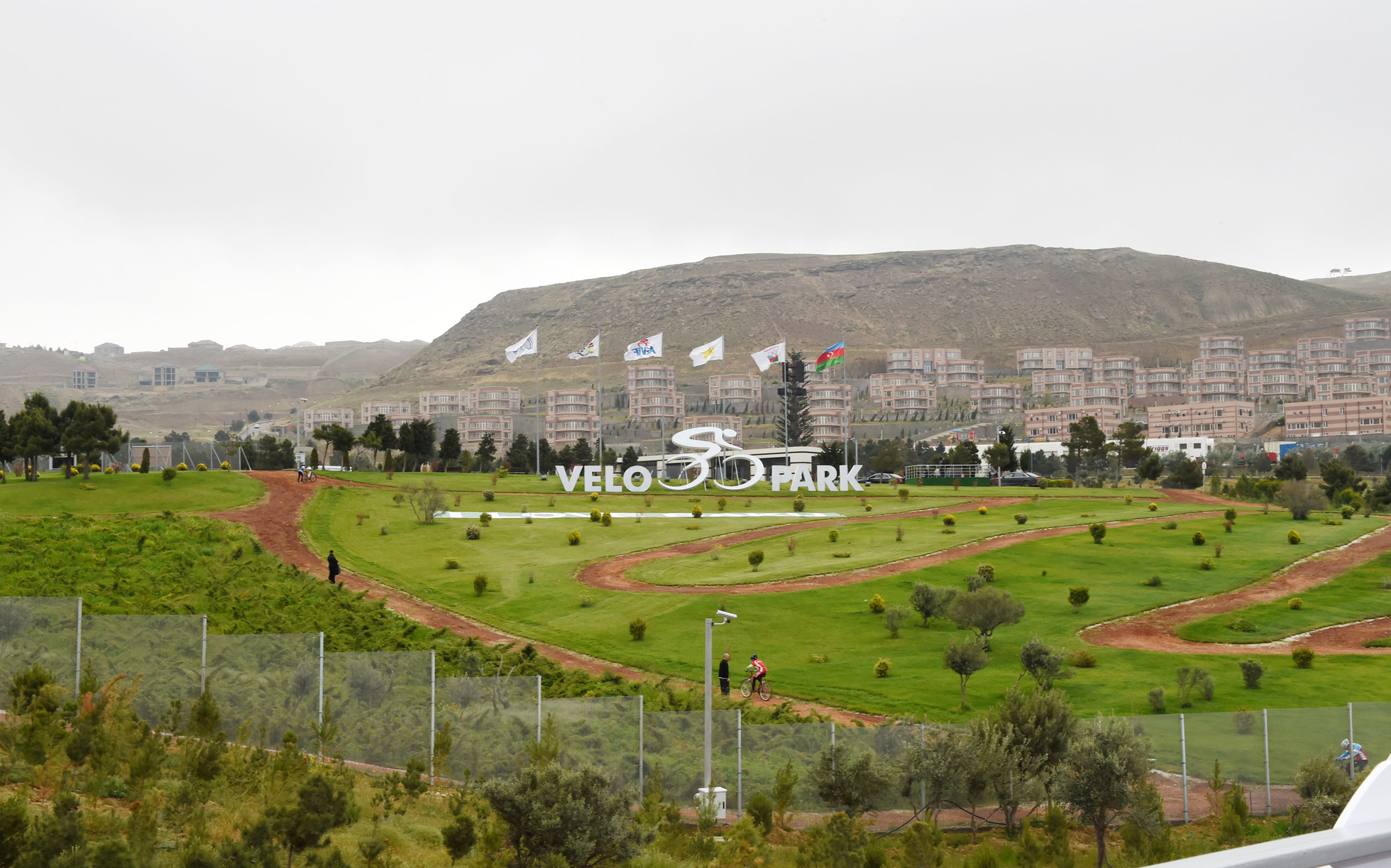
Бакинский вело парк

Велопарк Баку — это трасса, расположенная в азербайджанской столице и предназначенная для велоспорта. Территория парка более 30 гектаров и находится на Сабаильском районе города Баку. Общая протяженность дорог составляет 15 км. Мест для зрителей в велопарке 990.

## История
Вело парк был построен еще в 1970-е годы, хотя долгое время не пользовался и был в развалинах. В 2011 году Федерация Велоспорта Азербайджана начала реконструкцию парка. Здесь были построены шоссейные и горные трассы. В апреле 2013 году парк был вновь открыт для всеобщего пользования.
Также 1 июня 2012 года был открыт вело парк на приморском бульваре, близ Дворца Ручных Игр и протягивается до Площади флага, где можно брать велосипеды в почасовую или посуточную аренду. 
В 2013 и 2014 годах второй тур проекта «Tour d’Azerbaidjan» начинался с вело парка.
5 мая 2015 года в велопарке состоялось мероприятие, в рамках которого было посажено около 4 000 деревьев.
В сентябре здесь был проведен открытый турнир для любителей велоспорта, на котором участвовали 26 велогонщиков. Организатором турнира была Национальная Федерация Велоспорта.
В 2017 году ежегодный «Tour d’Azerbaidjan» стартовал у Велопарка в Баку и финишировал в Исмайыллы. Победителем первого тура стал велогонщик из «Синержи-Баку».

## BMX вело парк
На территории бакинского вело парка построен BMX велосипедный парк, предназначенный специально для первых Европейских игр 2015. Находится на юге Площади флага, а также парка Европейских Игр. BMX вело парк также имеет площадку для гонок с препятствиями. Здесь также имеется здание для проведения допинг — контроля. Церемония открытия вело парка состоялось 13 мая 2015 года, на котором также приняли участие президент и первая леди Азербайджанской Республики.
Первые состязания здесь состоялись 26 — 28 июня 2015 года в рамках первых Европейских игр.После игр было решено оставить и сдать трассу на общественное пользование.
В 2016 году Международным союзом велосипедистов были изменены правила и стандарты стадионов BMX, в результате чего бакинский вело парк был перестроен, увеличена длина и ширина дорожек и количество препятствий на трассах.

### Чемпионат мира BMX
Чемпионат BMX — это вид велоспорта на одноименных велосипедах BMX. Ежегодный чемпионат мира BMX в 2018 году состоится 5 — 9 июня в Баку.

## Галерея

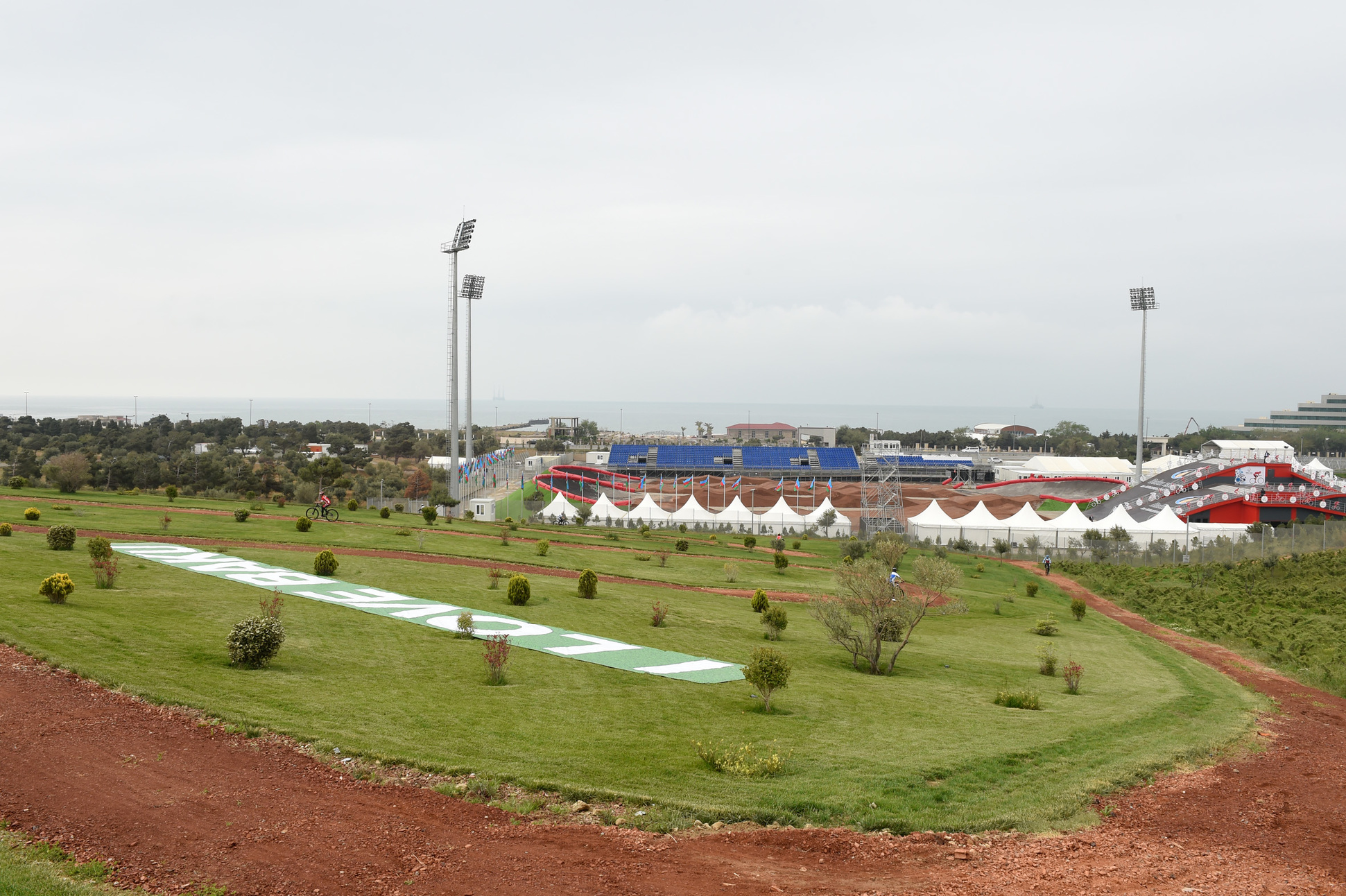
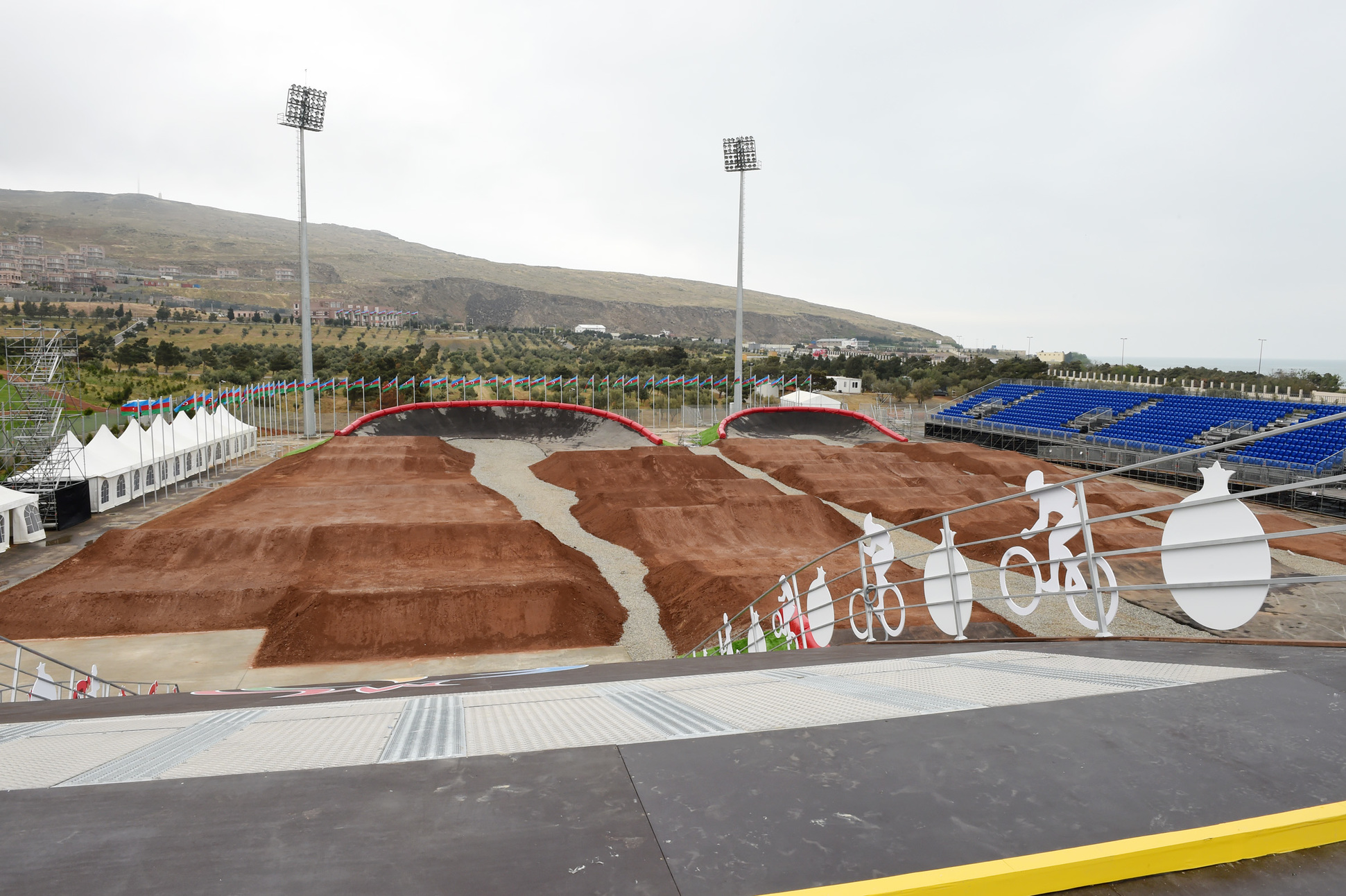
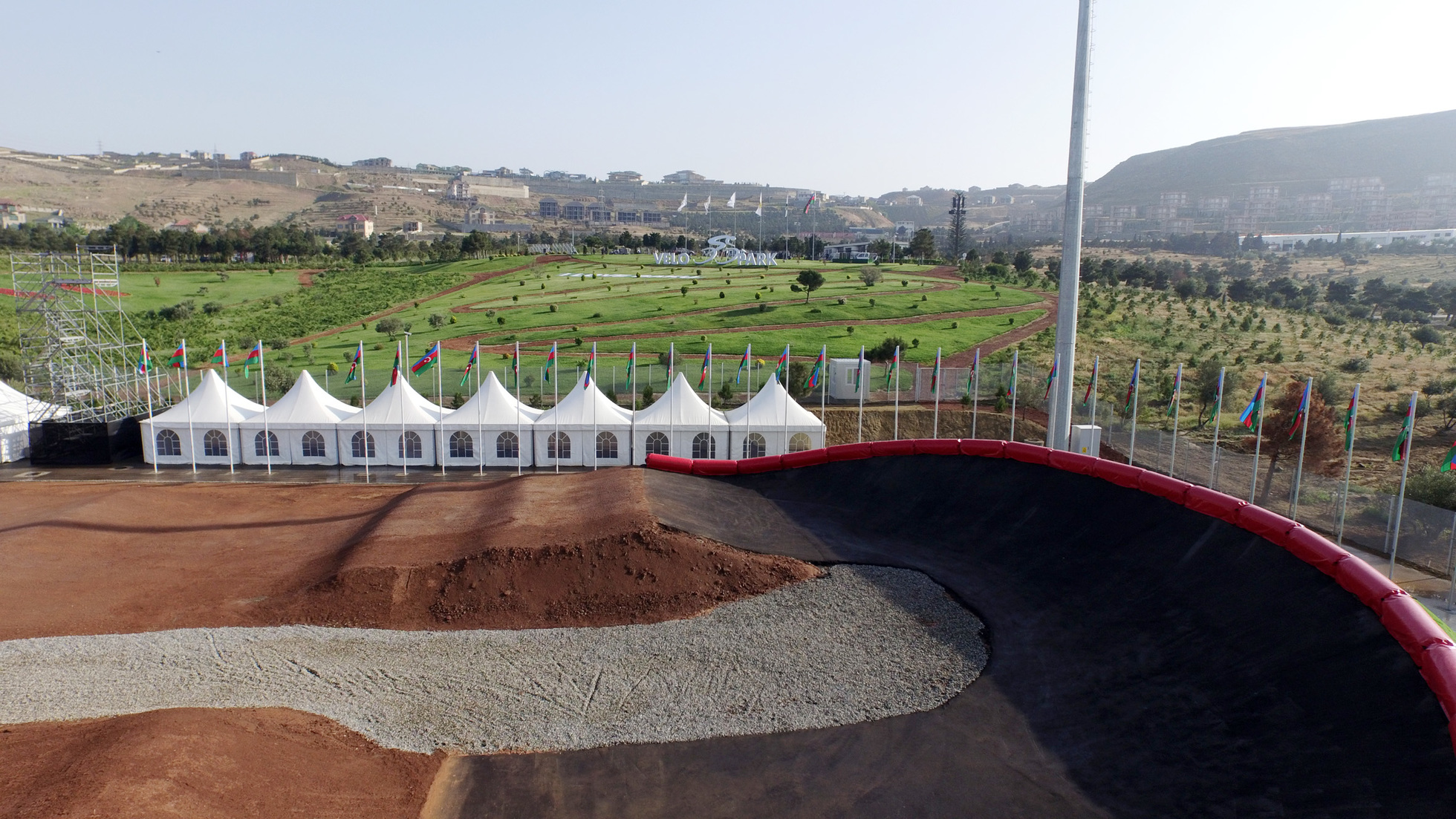
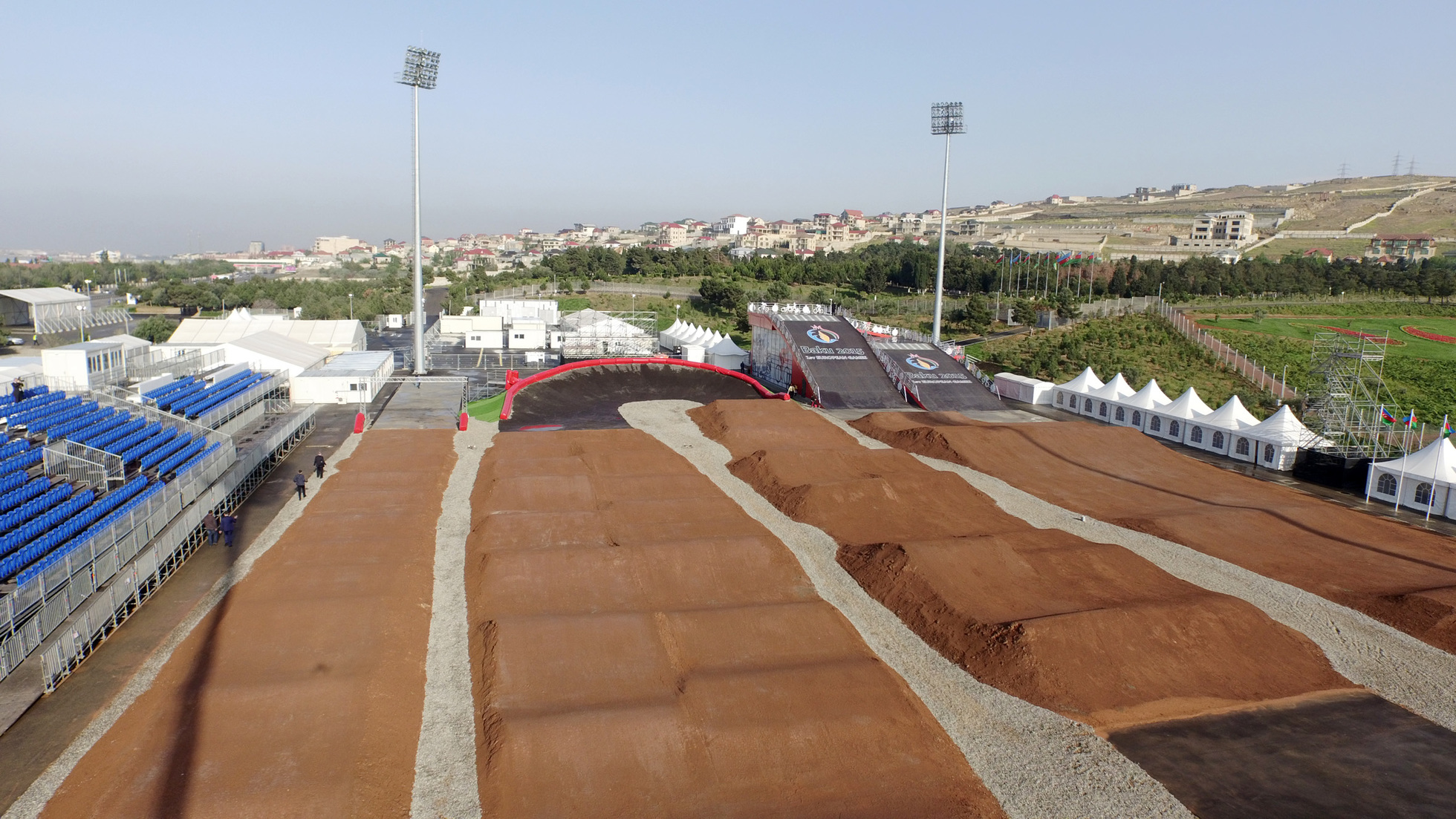